# The Rugby Championship 2017
The Rugby Championship 2017 – szósta edycja The Rugby Championship, corocznego turnieju w rugby union rozgrywanego pomiędzy czterema najlepszymi zespołami narodowymi półkuli południowej – Argentyny, Australii, Nowej Zelandii i RPA. Turniej odbył się systemem ligowym pomiędzy 19 sierpnia a 7 października 2017 roku.
Wliczając turnieje w poprzedniej formie, od czasów Pucharu Trzech Narodów, była to dwudziesta druga edycja tych zawodów.
Zwycięzca meczu zyskiwał cztery punkty, za remis przysługiwały dwa punkty, porażka nie była punktowana, a zdobycie przynajmniej trzech przyłożeń więcej od rywali lub przegrana nie więcej niż siedmioma punktami premiowana była natomiast punktem bonusowym.
Poszczególne związki kolejno wyznaczały stadiony na domowe spotkania. Na początku lipca 2017 roku wyznaczono sędziów zawodów, ze zmianą w połowie sierpnia – z uwagi na uraz Jérôme Garcès został zastąpiony przez Nigela Owensa.

## Mecze
| 19 sierpnia 201720:00 | Australia                                                            | 34:54(6:40) | Nowa Zelandia                                                                                              | ANZ Stadium, Sydney Sędzia: Wayne Barnes |
| 19 sierpnia 201720:00 | Foley 14 (4pd 2K) Rona 5 (P) Kuridrani 5 (P) Beale 5 (P) Folau 5 (P) | 34:54(6:40) | Squire 5 (P) B. Barrett 14 (7pd) Ioane 10 (2P) Crotty 10 (2P) Williams 5 (P) McKenzie 5 (P) B. Smith 5 (P) | ANZ Stadium, Sydney Sędzia: Wayne Barnes |

| 19 sierpnia 201717:05 | Południowa Afryka                                                        | 37:15(13:5) | Argentyna                                                  | Nelson Mandela Bay Stadium, Port Elizabeth Sędzia: Romain Poite |
| 19 sierpnia 201717:05 | Jantjies 17 (4pd 3K) Skosan 5 (P) Du Toit 5 (P) Rhule 5 (P) Kolisi 5 (P) | 37:15(13:5) | Hernández 2 (pd) Sánchez 3 (K) Bofelli 5 (P) Landajo 5 (P) | Nelson Mandela Bay Stadium, Port Elizabeth Sędzia: Romain Poite |

| 26 sierpnia 201719:35 | Nowa Zelandia                                                    | 35:29(14:17) | Australia                                                        | Forsyth Barr Stadium, Dunedin Sędzia: Nigel Owens |
| 26 sierpnia 201719:35 | Ioane 5 (P) A. Smith 5 (P) B. Barrett 20 (2P 5pd) B. Smith 5 (P) | 35:29(14:17) | Foley 9 (P 2pd) Folau 5 (P) Beale 5 (P) Genia 5 (P) Hooper 5 (P) | Forsyth Barr Stadium, Dunedin Sędzia: Nigel Owens |

| 26 sierpnia 201716:30 | Argentyna                                                                  | 23:41(10:17) | Południowa Afryka                                                          | Estadio Padre Ernesto Martearena, Salta Sędzia: Pascal Gaüzère |
| 26 sierpnia 201716:30 | Hernández 5 (pd K) Sánchez 2 (pd) Bofelli 6 (2K) Moroni 5 (P) Moyano 5 (P) | 23:41(10:17) | Jantjies 19 (P 4pd 2K) Du Preez 5 (P) Kolisi 10 (2P) karne przyłożenie – 7 | Estadio Padre Ernesto Martearena, Salta Sędzia: Pascal Gaüzère |
| 26 sierpnia 201716:30 | Leguizamón · Lavanini                                                      | 23:41(10:17) | Coetzee                                                                    | Estadio Padre Ernesto Martearena, Salta Sędzia: Pascal Gaüzère |

| 9 września 201719:35 | Nowa Zelandia | 39:22(15:16) | Argentyna                               | Yarrow Stadium, New Plymouth Sędzia: Angus Gardner |
| 9 września 201719:35 | Lienert-Brown 5 (P) Milner-Skudder 5 (P) Dagg 5 (P) Fifita 5 (P) McKenzie 5 (P) B. Barrett 5 (P) Sopoaga 9 (3pd K) | 39:22(15:16) | Sánchez 16 (P pd dg 2K) Boffelli 6 (2K) | Yarrow Stadium, New Plymouth Sędzia: Angus Gardner |
| 9 września 201719:35 | B. Barrett | 39:22(15:16) |                                         | Yarrow Stadium, New Plymouth Sędzia: Angus Gardner |

| 9 września 201718:00 | Australia                                      | 23:23(13:10) | Południowa Afryka                           | nib Stadium, Perth Sędzia: Glen Jackson |
| 9 września 201718:00 | Foley 13 (2pd 3K) Beale 5 (P) Polota-Nau 5 (P) | 23:23(13:10) | Jantjies 13 (2pd 3K) Kriel 5 (P) Marx 5 (P) | nib Stadium, Perth Sędzia: Glen Jackson |

| 16 września 201719:30 | Nowa Zelandia | 57:0(31:0) | Południowa Afryka | QBE Stadium, Auckland Sędzia: Nigel Owens |
| 16 września 201719:30 | B. Barrett 17 (7pd K) Retallick 5 (P) Taylor 5 (P) Sopoaga 5 (P) Milner-Skudder 10 (2P) Tuʻungafasi 5 (P) Ioane 5 (P) S. Barrett 5 (P) | 57:0(31:0) |                   | QBE Stadium, Auckland Sędzia: Nigel Owens |

| 16 września 201720:00 | Australia                                                                       | 45:20(10:13) | Argentyna                                      | GIO Stadium, Canberra Sędzia: John Lacey |
| 16 września 201720:00 | Folau 10 (2P) Kepu 5 (P) Genia 5 (P) Phipps 5 (P) Uelese 5 (P) Foley 15 (6pd K) | 45:20(10:13) | Sánchez 10 (2pd 2K) Landajo 5 (P) Moroni 5 (P) | GIO Stadium, Canberra Sędzia: John Lacey |
| 16 września 201720:00 | Pieretto                                                                        | 45:20(10:13) |                                                | GIO Stadium, Canberra Sędzia: John Lacey |

| 30 września 201717:05 | Południowa Afryka                                               | 27:27(10:13) | Australia                                       | Toyota Stadium, Bloemfontein Sędzia: Ben O’Keeffe |
| 30 września 201717:05 | Dreyer 5 (P) Serfontein 5 (P) Skosan 5 (P) Jantjies 12 (3pd 2K) | 27:27(10:13) | Folau 5 (P) Koroibete 10 (2P) Foley 12 (3pd 2K) | Toyota Stadium, Bloemfontein Sędzia: Ben O’Keeffe |

| 30 września 201719:30 | Argentyna                         | 10:36(3:9) | Nowa Zelandia                                                               | Estadio José Amalfitani, Buenos Aires Sędzia: Jaco Peyper |
| 30 września 201719:30 | Leguizamón 5 (P) Sánchez 5 (pd K) | 10:36(3:9) | Read 10 (2P) McKenzie 5 (P) Naholo 5 (P) Havili 5 (P) B. Barrett 11 (4pd K) | Estadio José Amalfitani, Buenos Aires Sędzia: Jaco Peyper |
| 30 września 201719:30 | Lavanini · Herrera                | 10:36(3:9) | Todd                                                                        | Estadio José Amalfitani, Buenos Aires Sędzia: Jaco Peyper |

| 7 października 201717:05 | Południowa Afryka                                                        | 24:25(3:8) | Nowa Zelandia                                                              | DHL Newlands, Kapsztad Sędzia: Jérôme Garcès |
| 7 października 201717:05 | Jantjies 7 (2pd K) Pollard 2 (pd) Du Preez 5 (P) Marx 5 (P) Cronjé 5 (P) | 24:25(3:8) | B. Barrett 3 (K) Sopoaga 7 (2pd K) Ioane 5 (P) McKenzie 5 (P) Crotty 5 (P) | DHL Newlands, Kapsztad Sędzia: Jérôme Garcès |
| 7 października 201717:05 | De Allende                                                               | 24:25(3:8) |                                                                            | DHL Newlands, Kapsztad Sędzia: Jérôme Garcès |

| 7 października 201719:30 | Argentyna                                                  | 20:37(13:13) | Australia                                                     | Estadio Malvinas Argentinas, Mendoza Sędzia: Mathieu Raynal |
| 7 października 201719:30 | Alemanno 5 (P) González Iglesias 5 (P) Sánchez 10 (2pd 2K) | 20:37(13:13) | Koroibete 5 (P) Hodge 10 (2P) Foley 17 (P 3pd 2K) Genia 5 (P) | Estadio Malvinas Argentinas, Mendoza Sędzia: Mathieu Raynal |
| 7 października 201719:30 | Kremer                                                     | 20:37(13:13) |                                                               | Estadio Malvinas Argentinas, Mendoza Sędzia: Mathieu Raynal |